# اوپن کارت
اپن کارت (به انگلیسی: Opencart) یک نرم‌افزار مدیریت محتوای آنلاین برای ایجاد فروشگاه اینترنتی است. این نرم‌افزار به صورت رایگان و متن باز (Open Source) منتشر می‌شود. اپن کارت با استفاده از زبان برنامه‌نویسی پی اچ پی (php) و پایگاه داده مای اس کیو ال (mysql) طراحی شده و قالب‌های آن بر اساس موتور تولید قالب توئیگ طراحی شده‌اند که موجب می‌شود قالب‌های آن به راحتی طراحی شوند و ویرایش آنها کار ساده ای باشد و در عین حال کدنویسی آن تمیز و مرتب باشد.

## تاریخچه
این نرم‌افزار در ابتدا در سال ۱۹۹۸ توسط کریستوفر جی مان توسعه داده شد. اولین انتشار عمومی آن در ۱۱ می ۱۹۹۹ صورت گرفت.
دامنه سایت پشتیبان که در فوریه ۲۰۰۵ منقضی شده بود، مجدداً توسط توسعه دهنده ای به نام دانیل کر دایر شد، او از اپن کارت برای سایت فروشگاهی خود استفاده کرده بود. اولین نسخه پایدار که نسخه ۱٫۱٫۱ بود در سال ۲۰۰۹ در گوگل کد منتشر شد.